# Ruta Provincial 191 (Buenos Aires)
La Ruta Provincial 191 es una carretera de 139 km en el norte de la Provincia de Buenos Aires, Argentina, que une las ciudades de San Pedro y Chacabuco.
El 3 de septiembre de 1935 la Dirección Nacional de Vialidad difundió su primer esquema de numeración de rutas nacionales. Al camino entre las ciudades bonearenses de San Pedro y Chacabuco le correspondió la designación Ruta Nacional 191.
Mediante el Decreto Nacional 1595 del año 1979 se prescribió que este camino pasara a jurisdicción provincial. La Provincia de Buenos Aires se hizo cargo del mismo en 1988. Actualmente es la Ruta Provincial 191 y se encuentra totalmente pavimentada.

## Localidades
Las ciudades y pueblos por los que pasa esta ruta de noreste a sudoeste son los siguientes (los pueblos con menos de 5.000 habitantes figuran en itálica).

### Provincia de Buenos Aires
Recorrido: 139 km (kilómetro 0-139)
- Partido de San Pedro: San Pedro (kilómetro 0) y Doyle (km 29).
- Partido de Arrecifes: Arrecifes (km 63).
- Partido de Salto: Salto (km 99).
- Partido de Chacabuco: Chacabuco (km 139).